# Wartabed

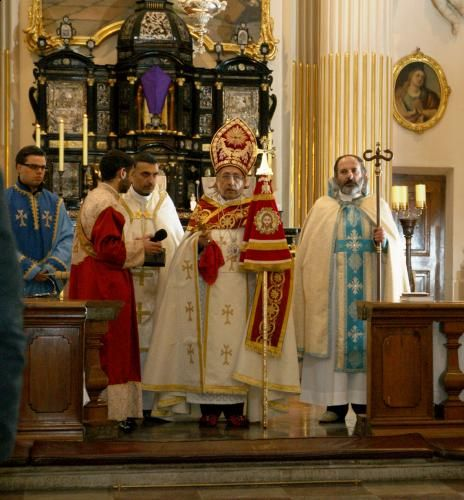
Ks. Tadeusz Isakowicz-Zaleski w dniu nadania tytułu wartabeda z rąk abpa ormiańskokatolickiego Rafaela Minassiana. Na zdjęciu widoczny pastorał gawazan.

Wartabed (orm. Վարդապետ; w języku wschodnioormiańskim: wardapet) – tytuł naukowy nadawany w Ormiańskim Kościele Apostolskim i Kościele ormiańskokatolickim uczonym duchownym biegłym w dziedzinie teologii. Tytuł ten mogą otrzymać wyłącznie duchowni celibatariusze. Nadaniu tytułu wartabeda towarzyszy wręczenie pastorału (gawazan) w kształcie laski zakończonej krzyżem oraz głowami dwóch węży i symbolizującego wiedzę oraz władzę nauczania.
Wyższym tytułem jest dzajragujn wartabed, który odpowiada stopniowi doktora teologii, ale może być również nadawany jako tytuł wyłącznie honorowy. Atrybutami dzajragujn wartabeda są krzyż napierśny oraz pierścień.
Tytuły wartabeda oraz dzajragujn wartabeda mogą nadawać wyłącznie biskupi, którzy sami uzyskali tytuł dzajragujn wartabeda.